# Vik, Hudiksvalls kommun
Vik är en bebyggelse i Idenors socken i Hudiksvalls kommun. Från 2015 avgränsar SCB här en småort.